# Isotomurus plumosus
Isotomurus plumosus är en urinsektsart som beskrevs av Bagnall 1940. Isotomurus plumosus ingår i släktet Isotomurus, och familjen Isotomidae. Arten är reproducerande i Sverige.